# Queen's Cross Church
La Queen's Cross Church è stata una chiesa parrocchia della Chiesa di Scozia a Glasgow, in Scozia. È l'unico esempio di edificio religioso progettato da Charles Rennie Mackintosh che sia mai stato costruito, per cui è nota anche come la The Mackintosh Church (La Chiesa di Mackintosh).

## Storia
Nel 1896, la Free Church of St Matthew di Glasgow commissionò una nuova chiesa al rinomato studio d'architettura Honeyman & Keppie, destinata ad essere eretta nell'area allora in fase di sviluppo di Springbank, vicino a Maryhill. John Honeyman assegnò la commessa al suo giovane e talentuoso assistente, Charles Rennie Mackintosh. Il sito di costruzione si presentava particolarmente scomodo, trovandosi su un'area d'angolo e occupata da case d'affitto e un ampio deposito. Per essere coerente con i propri principi, la Chiesa Libera richiese semplicità nel disegno. Una lapide a memoria venne posta già il 23 giugno 1898, e il 10 settembre dell'anno successivo venne celebrata la prima messa.
Sebbene Mackintosh avesse anche presentato un progetto per il concorso inerente alla Cattedrale Anglicana di Liverpool, l'unico edificio religioso costruito fu proprio la Queen's Cross Church. La costruzione della chiesa iniziò poco tempo dopo che aver completato il progetto per il concorso per la Glasgow School of Art. La chiesa è costruita a Queen's Cross, all'incrocio tra Garscube Road and Maryhill Road, nel quartiere di Maryhill.

## Il progetto di Mackintosh

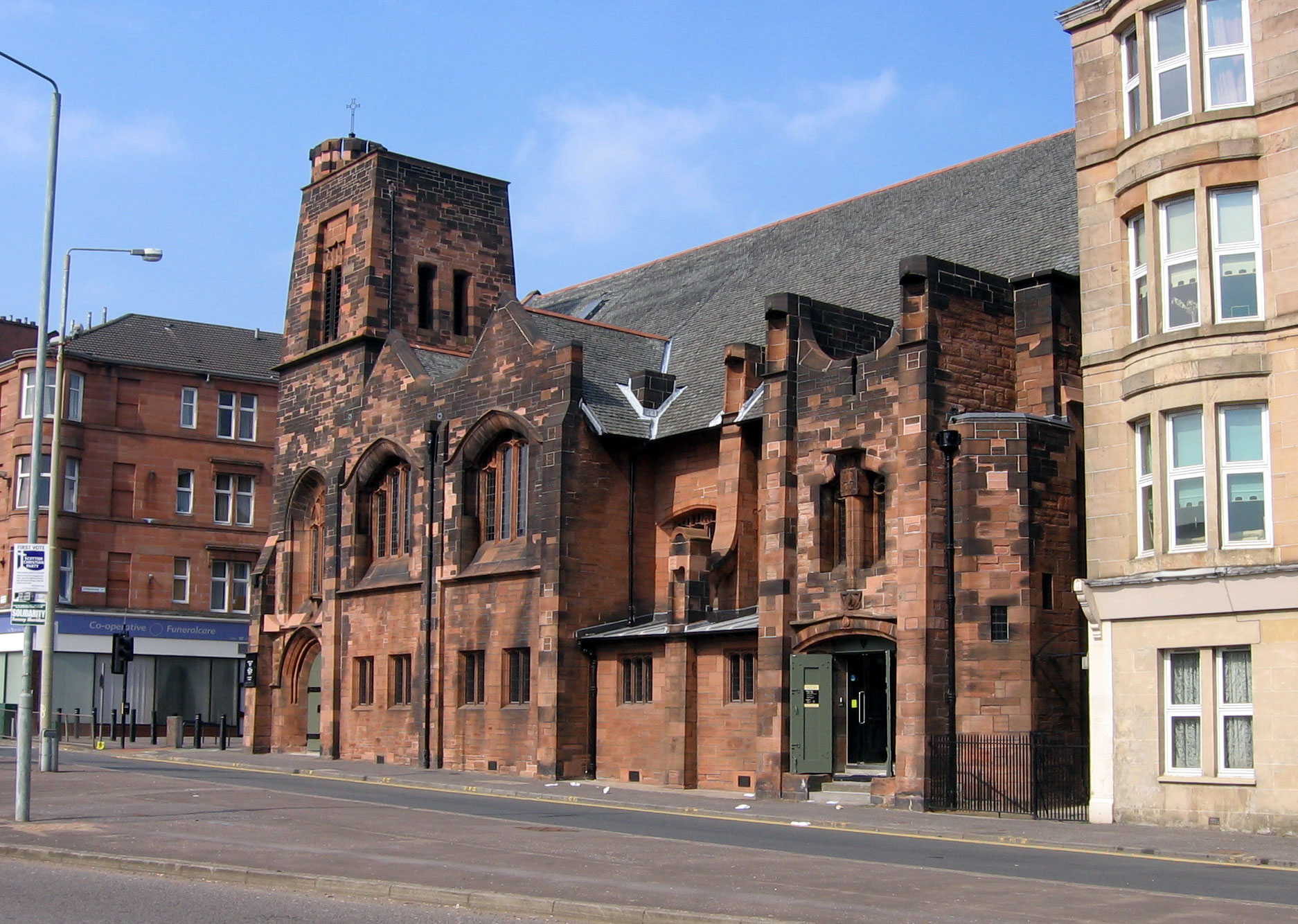
Vista da sud-est

### Esterni
A differenza di molte chiese di Glasgow, l'edificio di Mackintosh non ha una torre grande e svettante, ma è più squadrata e ricorda quasi un castello normanno, secondo uno stile definito da alcuni come 'Modern gothic'. La torre principale sudoccidentale si basa sul modello di un torre visitata nel 1895 dall'architetto a Merriot, nel Somerset

### Interni

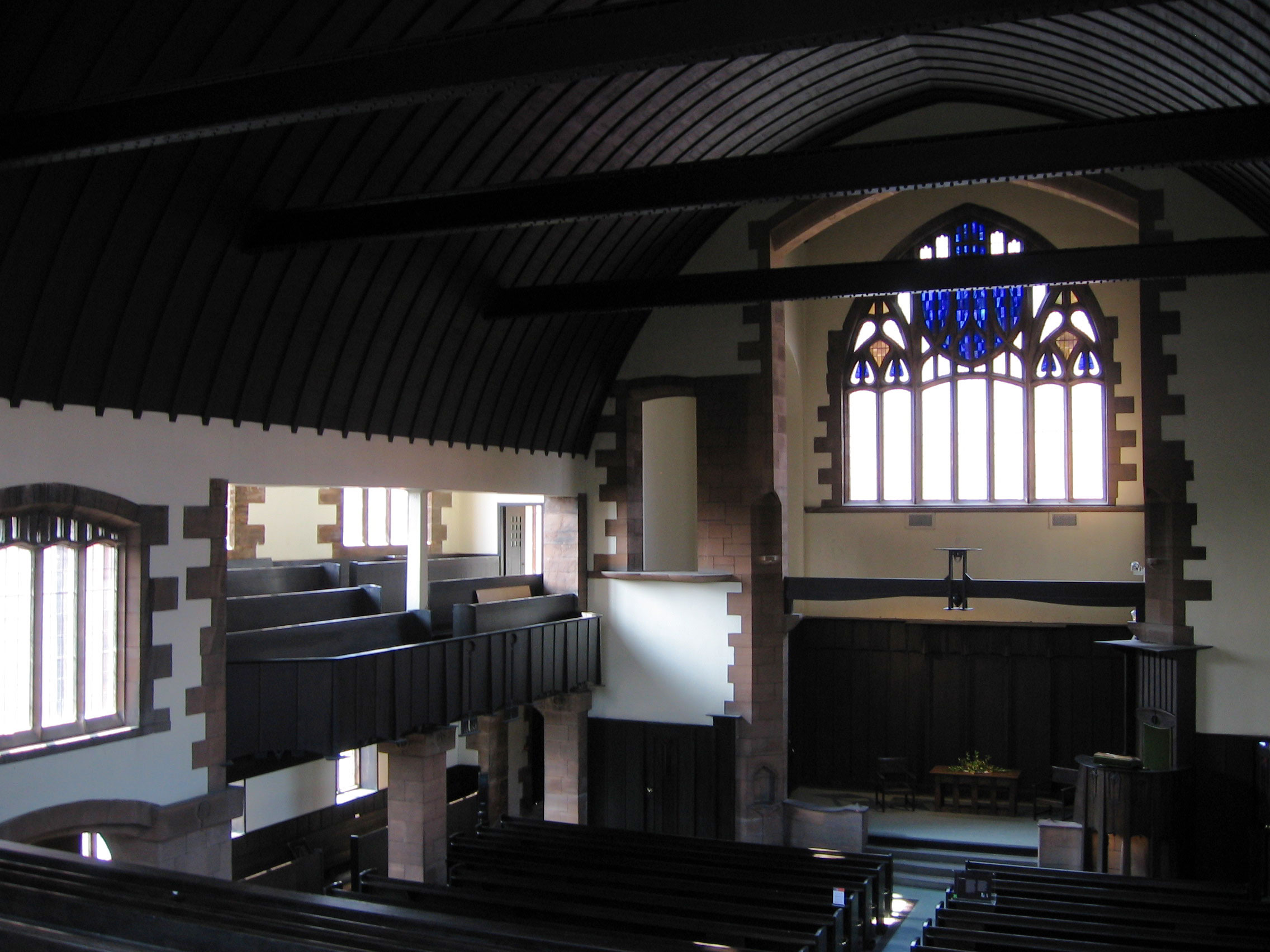
Finestra occidentale e matroneo sopra la navata Sud, visti dalla tribuna principale

Sebbene le vetrate delle finestre non siano 'maestose' se comparate ad altre chiese e cattedrali, è in esse perfettamente riconoscibile la mano di Mackintosh: questo stile sarà ritrovabile su molte altre finestre progettate dallo stesso architetto ed anche imitato in numerose tipologie di souvenir in vetro.
Il tetto è sorretto da una impressionante volta in elementi lignei curvati, che copre i quasi venti metri della navata maggiore.
Il pulpito è intagliato sempre secondo un disegno di Mackintosh ripetuto cinque volte lungo il suo andamento curvilineo. Rappresenta le ali di un uccello che proteggono i nuovi germogli, seminati su un terreno fertile.
Il disegno degli interni tradisce influenze gotiche - come la magnifica vetrata centrale - ed elementi in stile anteriore alla Riforma, come la ripresa della trave per il crocifisso, riferimento unico in Scozia. È persino possibile riconoscere elementi della cultura giapponese, nelle doppie travi e in alcuni elementi appesi nella chiesa.

## Sede della Charles Rennie Mackintosh Society

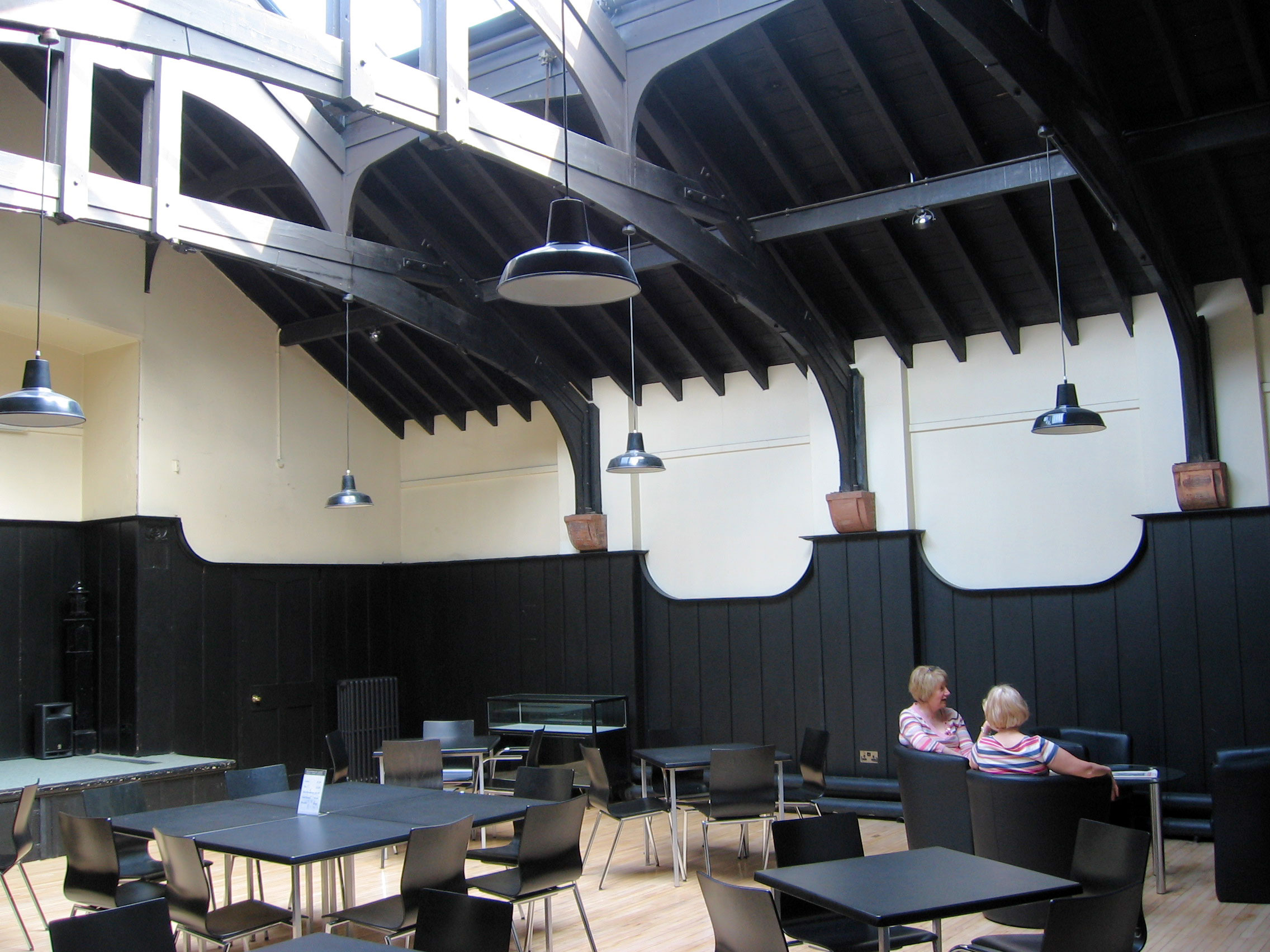
La hall

Dopo che la chiesa venne dismessa durante gli anni settanta del Novecento, a differenza di molti edifici religiosi che vennero trasformati in teatri o appartamenti - o addirittura demoliti - grazie alla popolarità del progettista la chiesa divenne la sede della Charles Rennie Mackintosh Society, che attualmente possiede l'edificio e ne cura l'apertura al pubblico.
La connessa hall della chiesa è attualmente adibita a sala da the e al di sotto della tribuna principale si trova una sala esposizioni con numerosi oggetti di Mackintosh, tra cui le repliche delle sedie disegnate per la Willow Tearooms.

## Galleria d'immagini

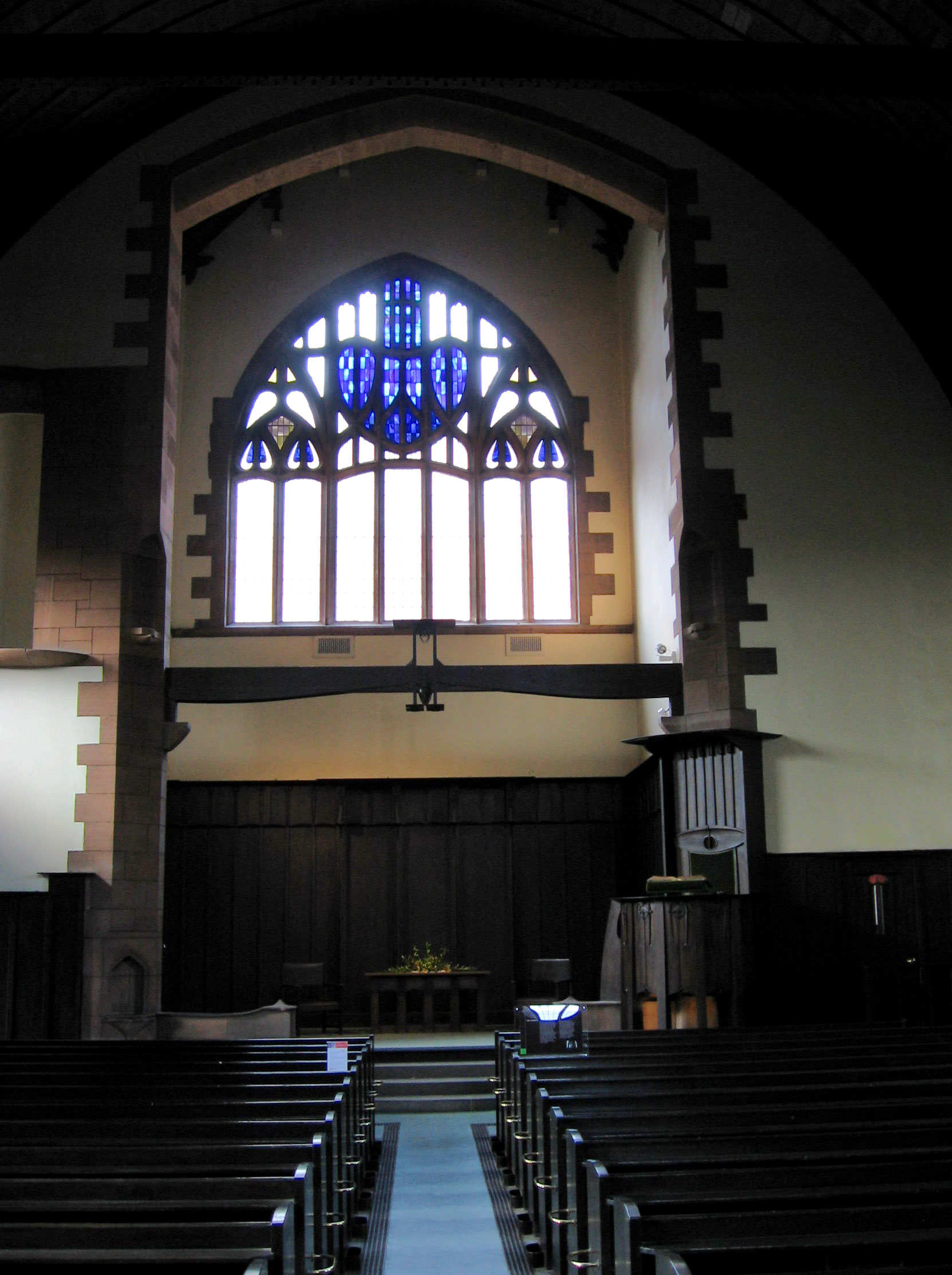
Finestra occidentale
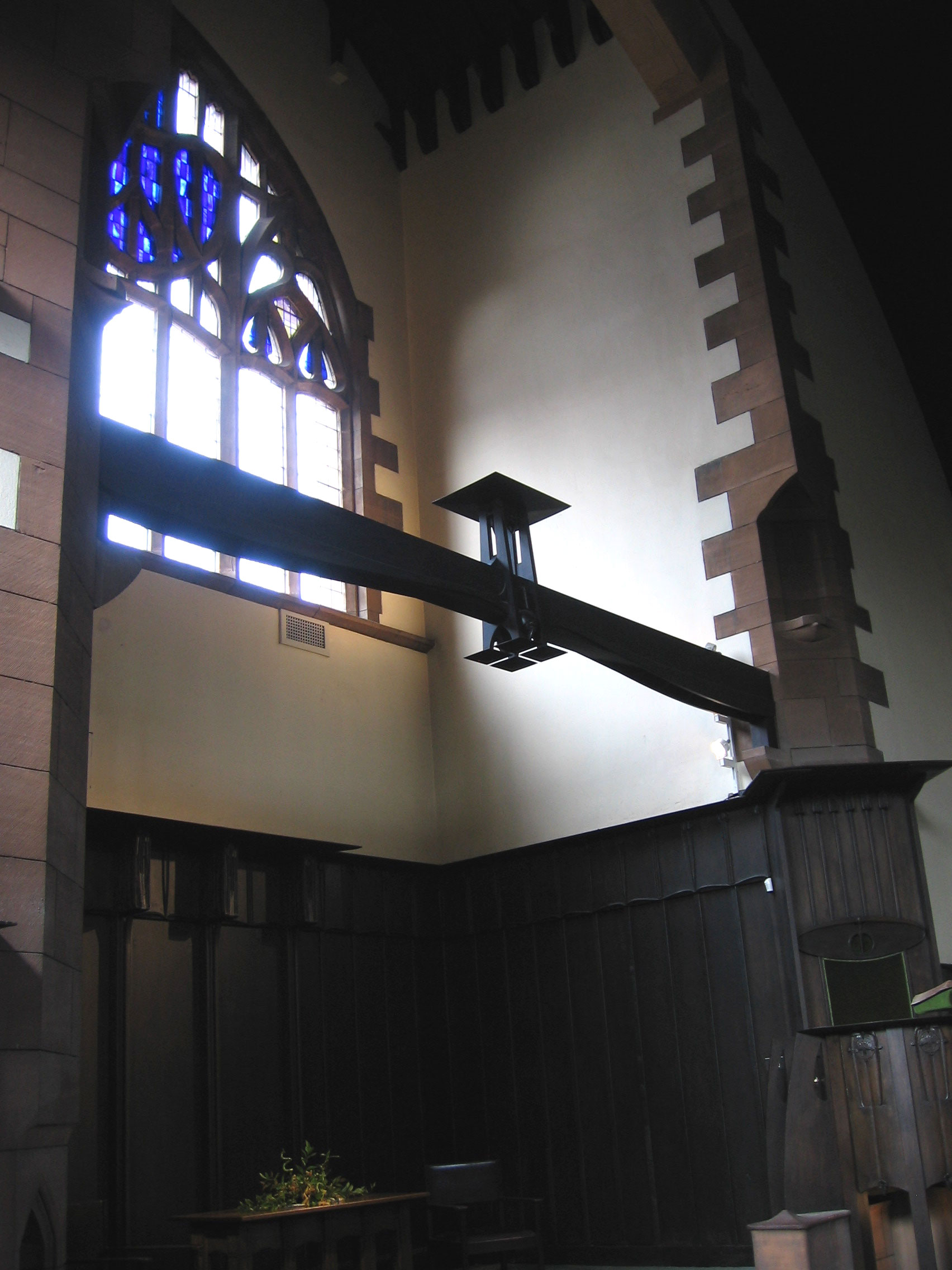
Finestra occidentale
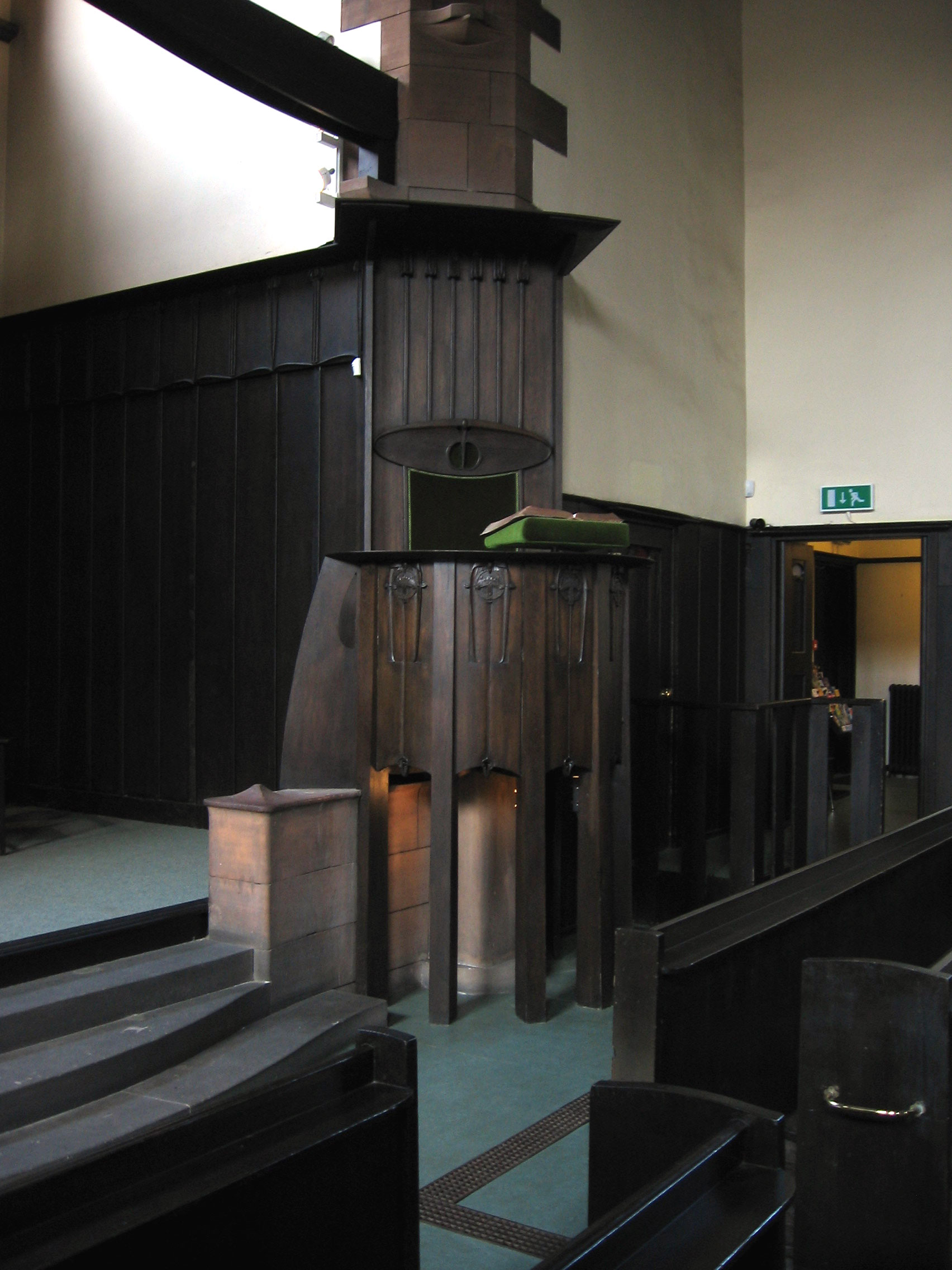
Pulpito
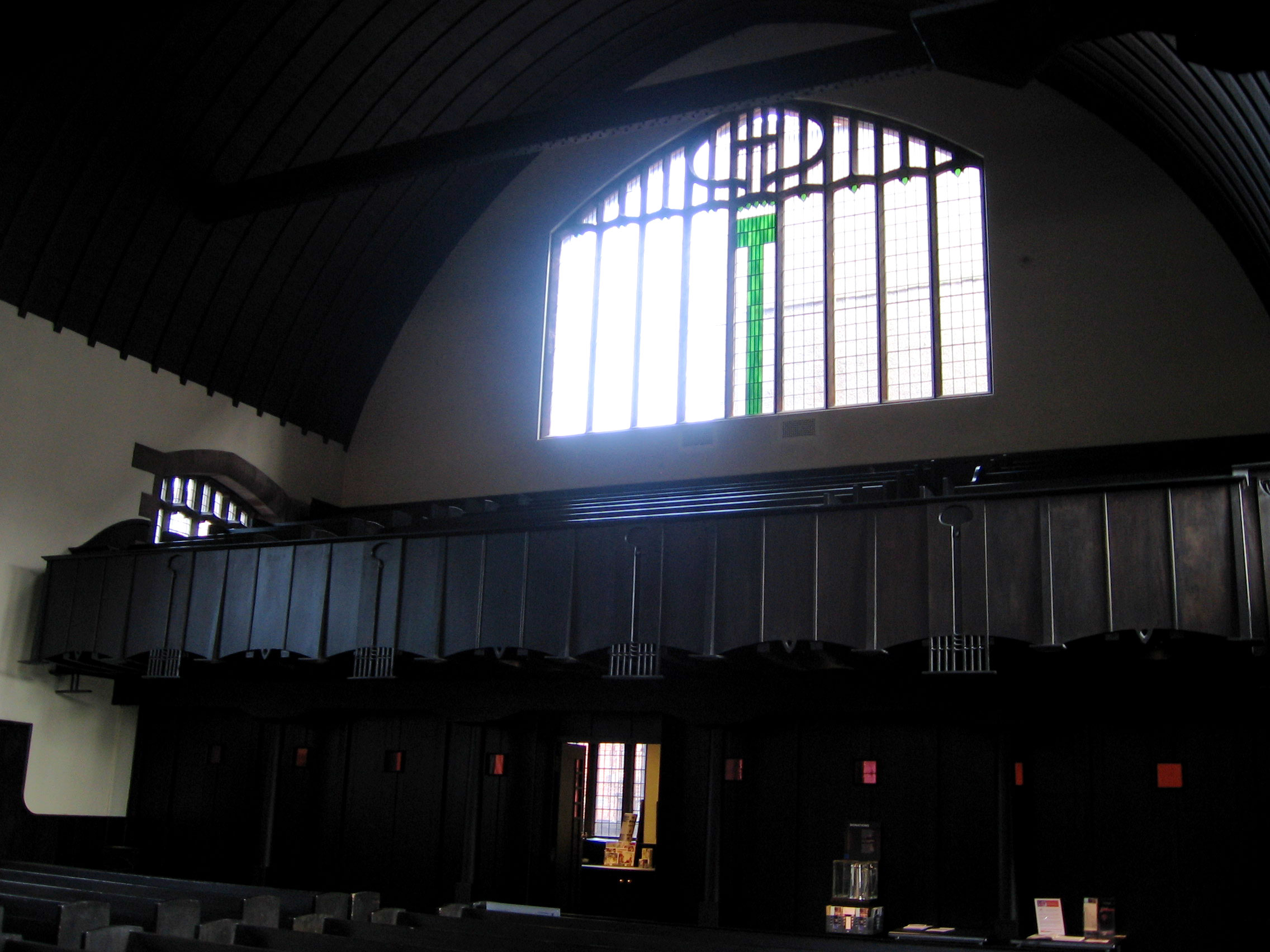
Finestra orientale sopra la tribuna principale
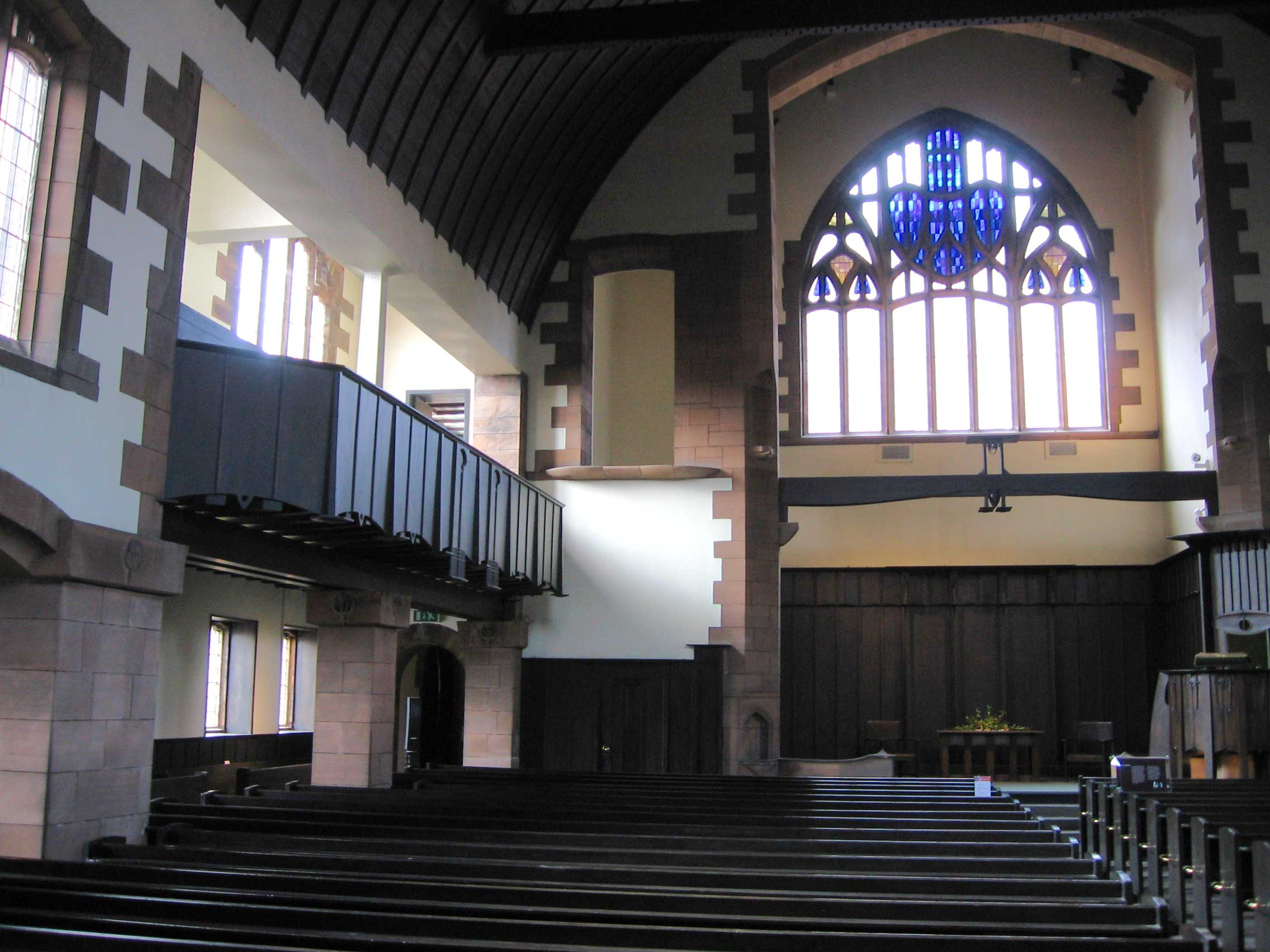
Navata meridionale e finestra occidentale
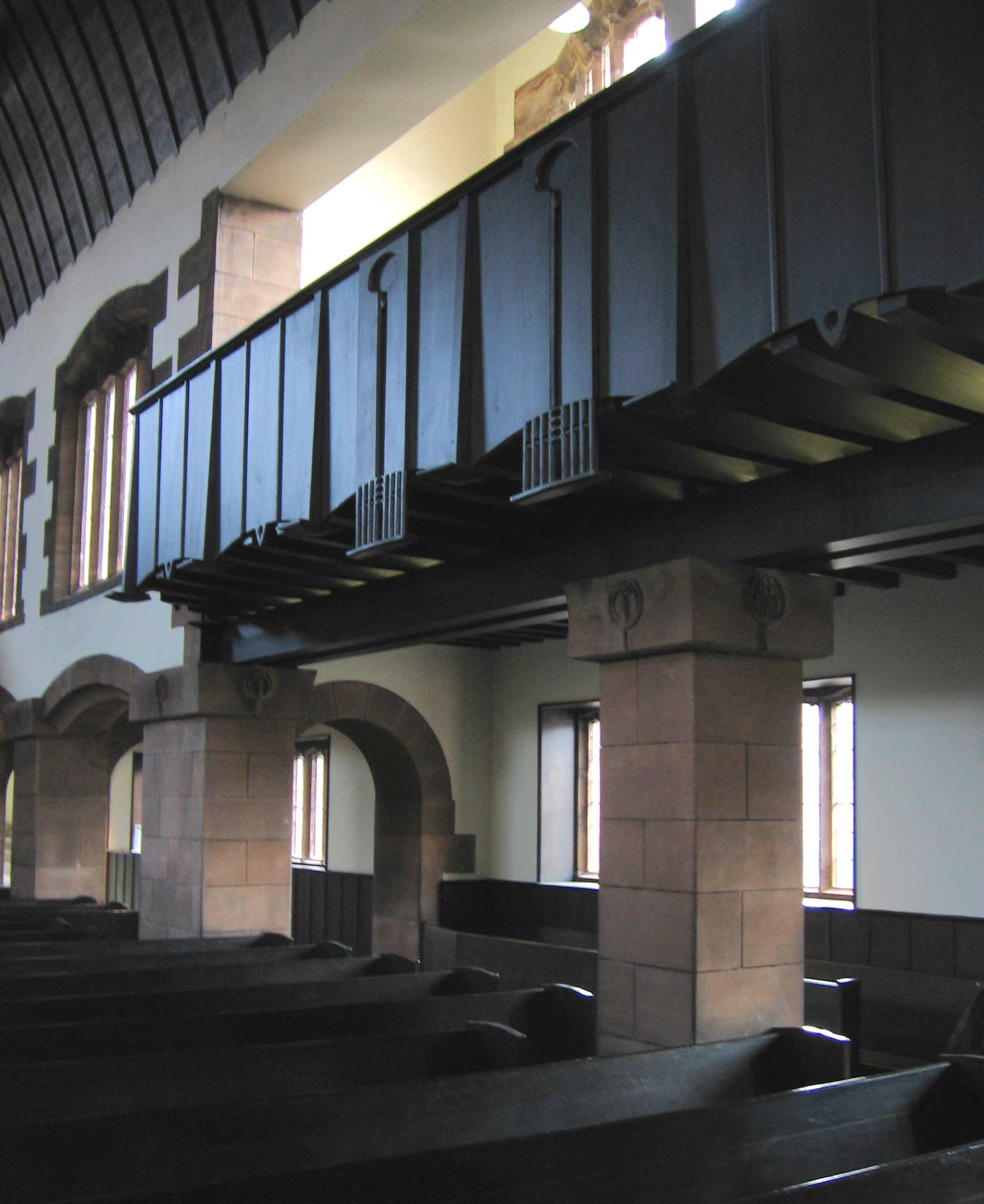
Navata meridionale e matroneo
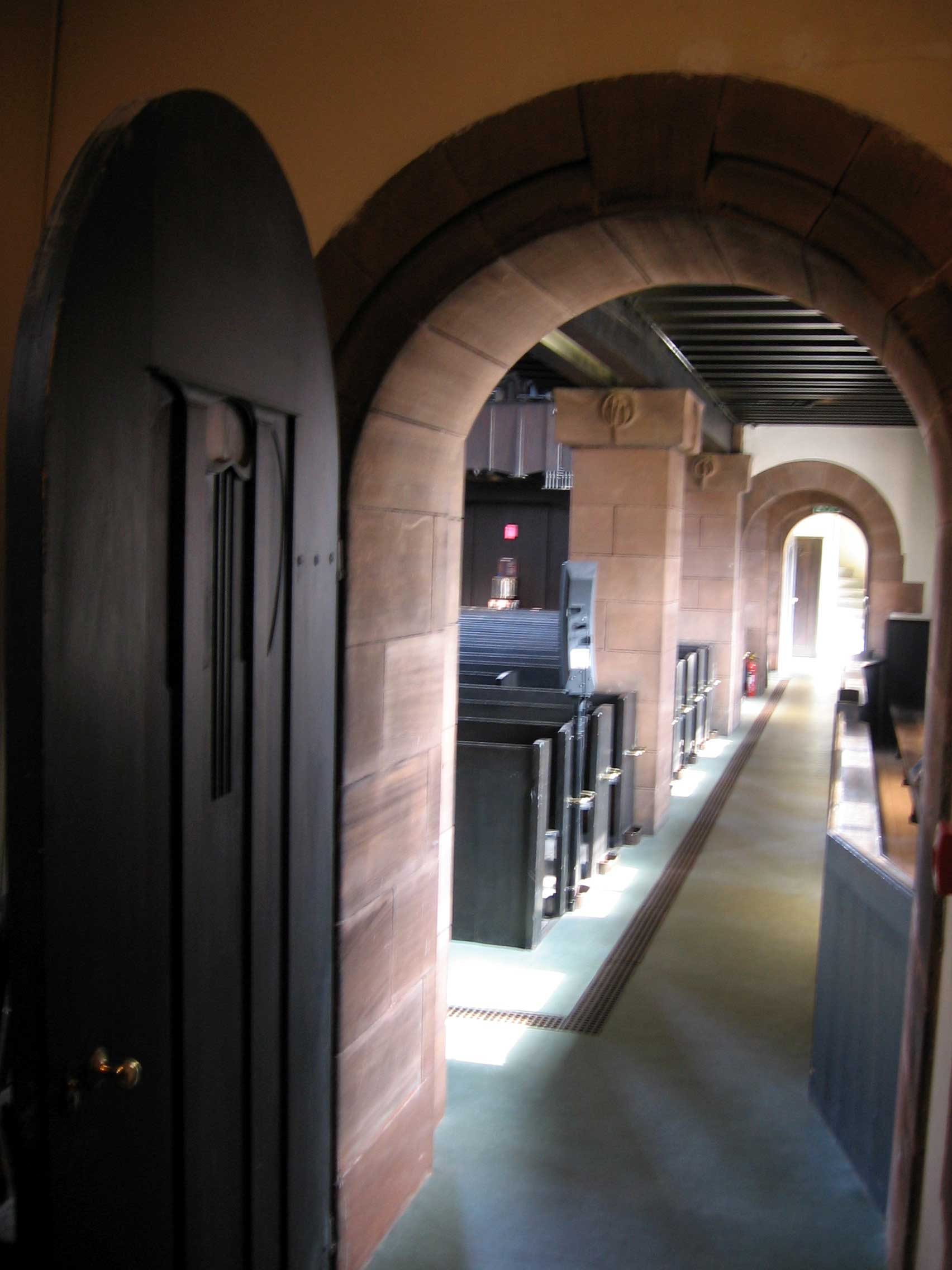
Navata meridionale
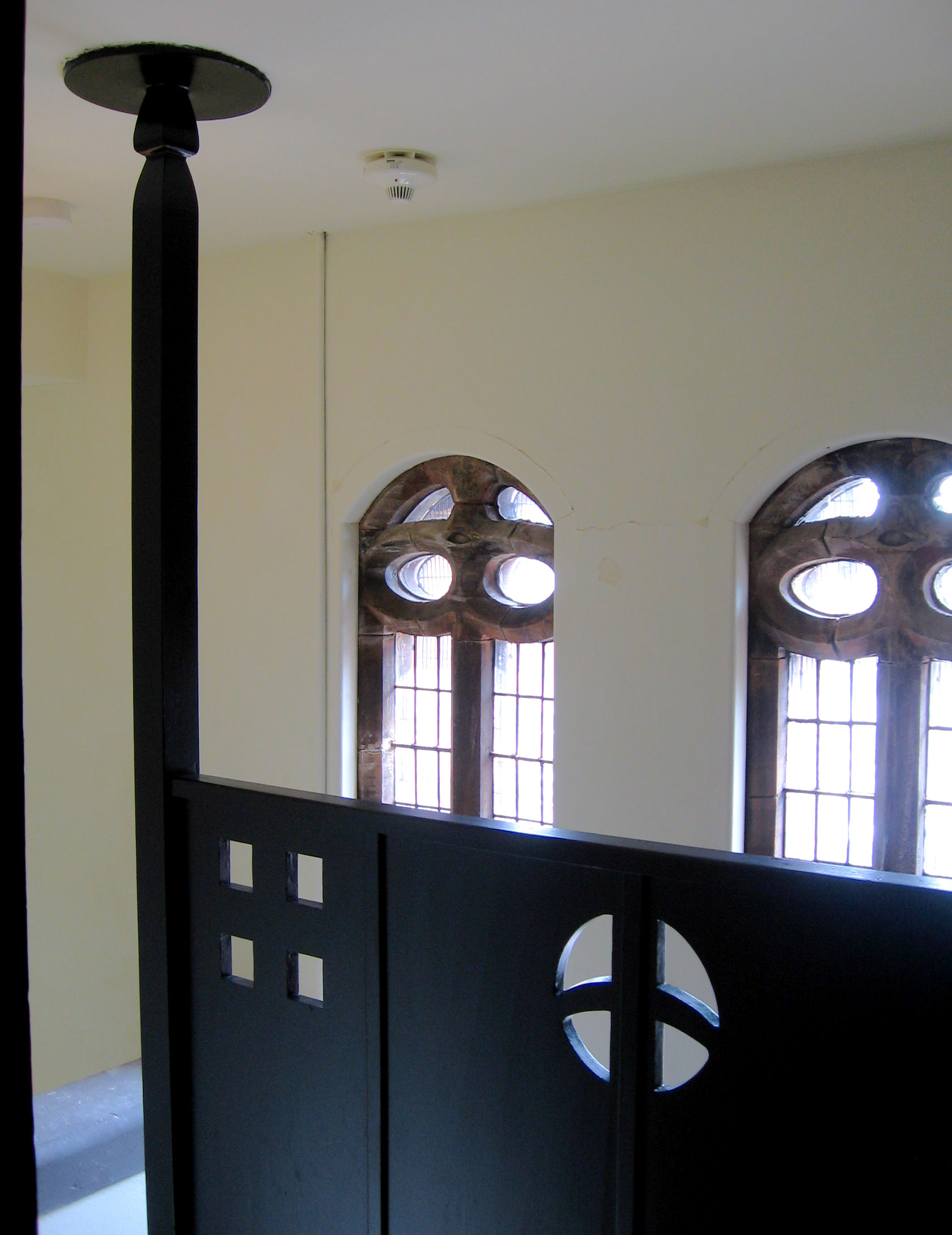
Scala occidentale
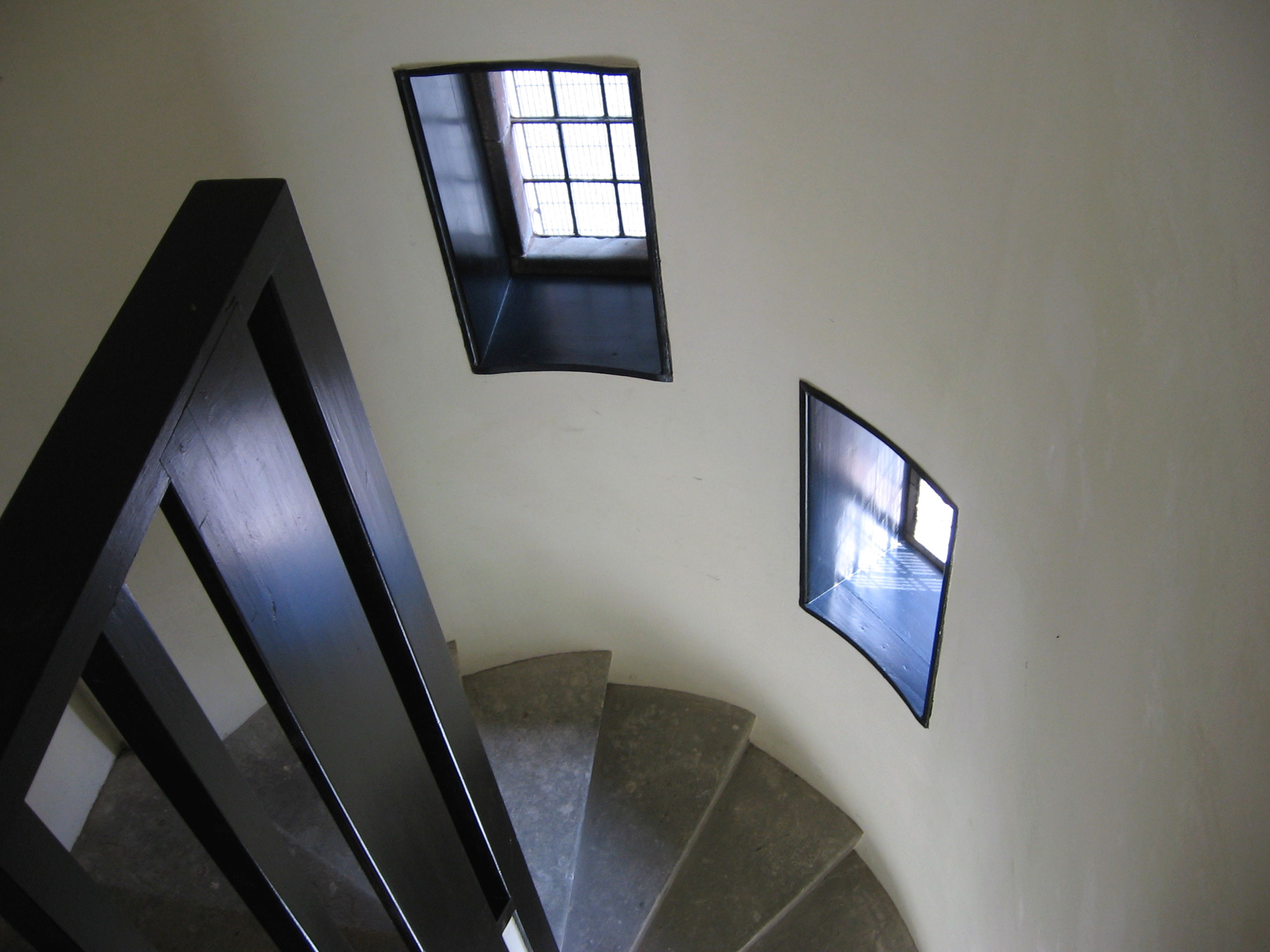
Scala orientale
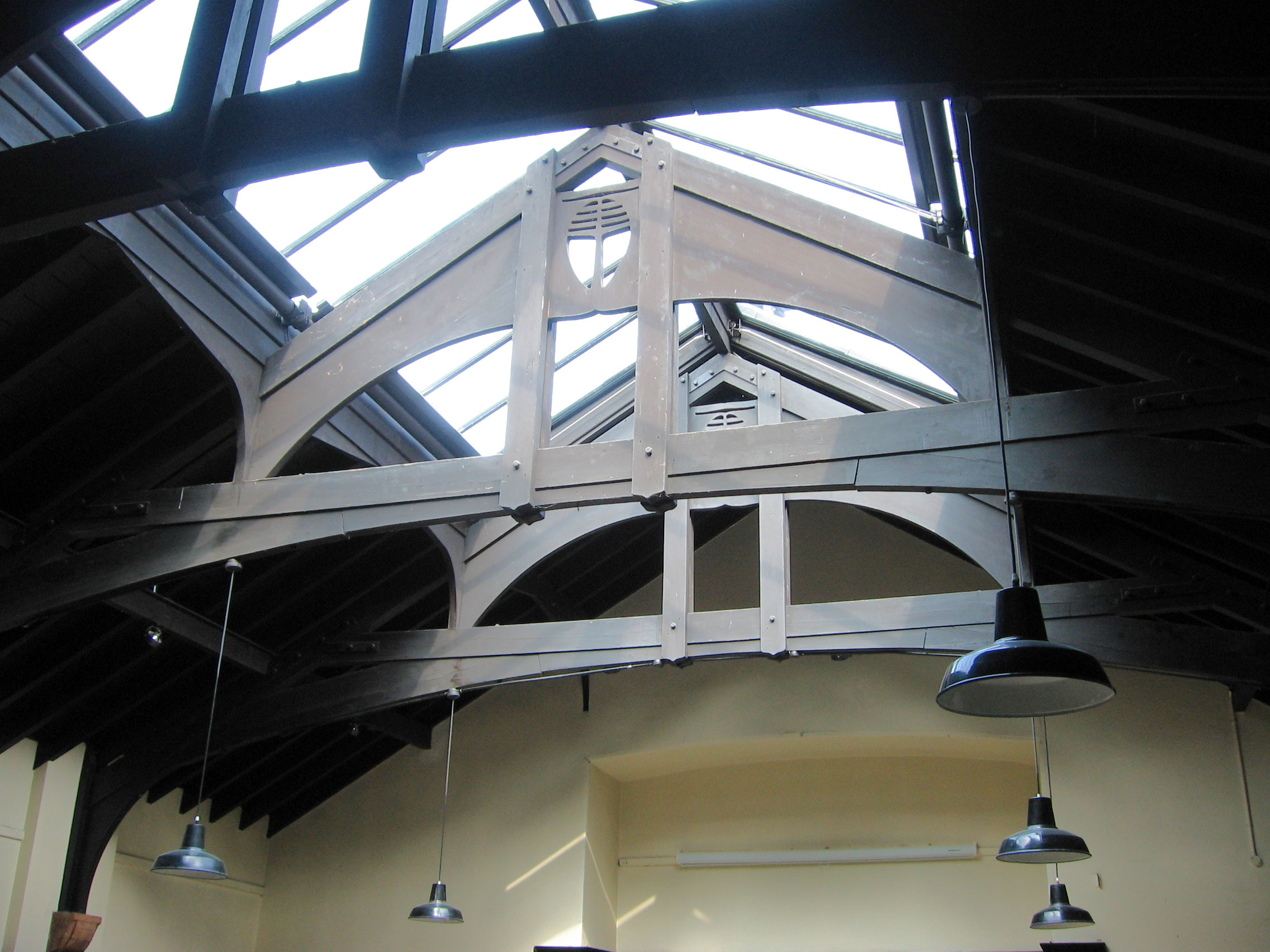
Copertura in legno a capriate
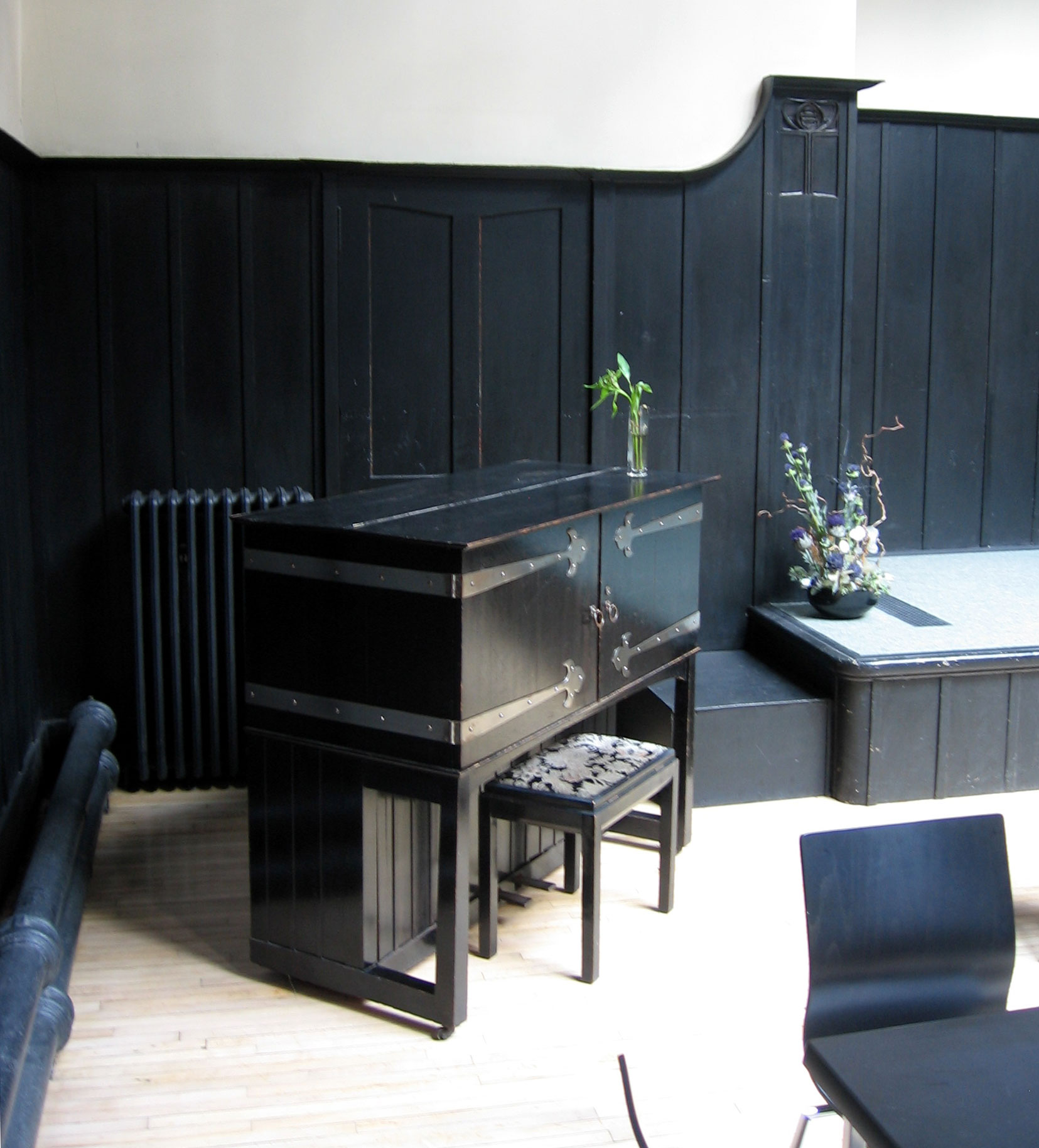
Organo
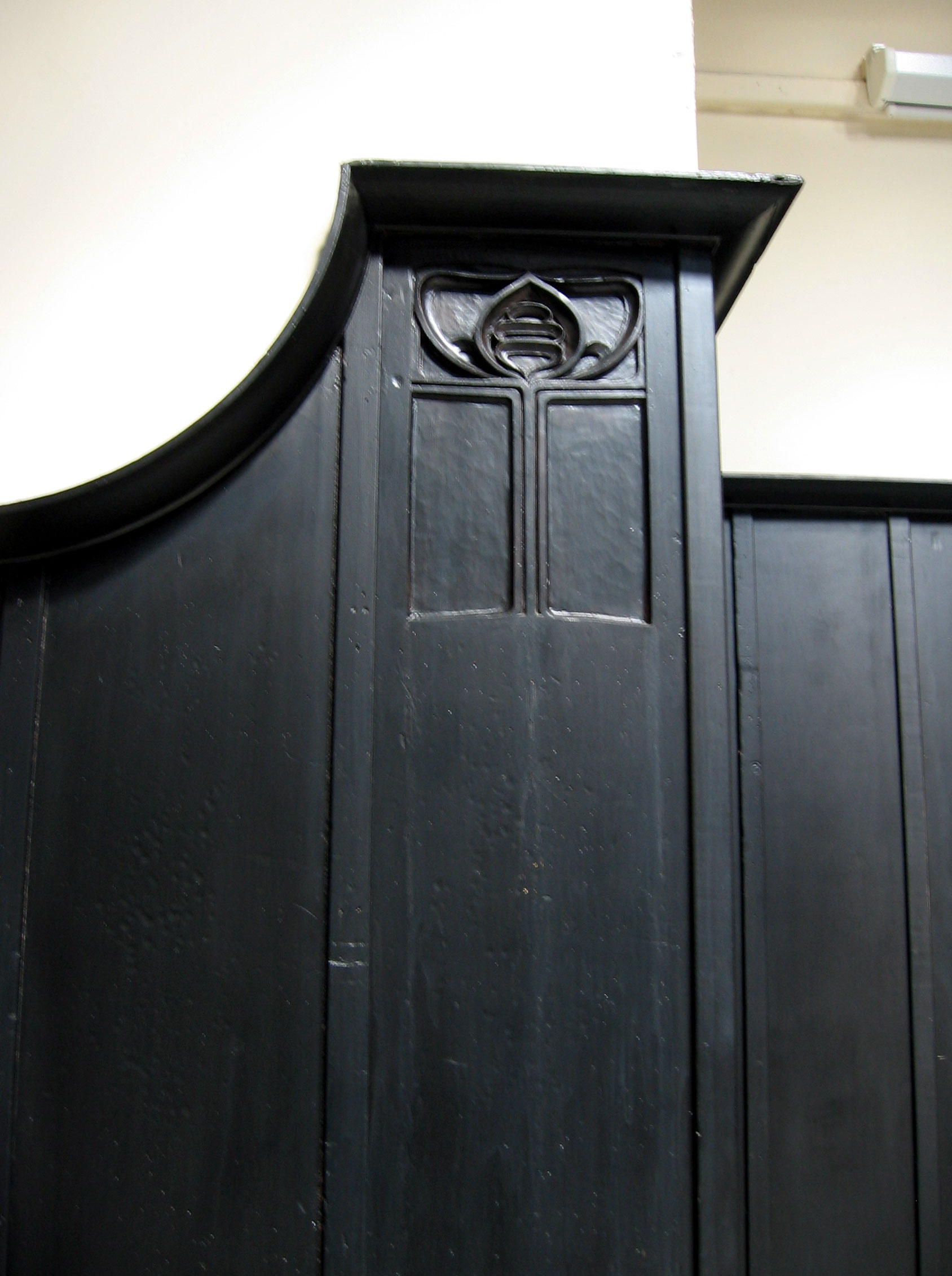
Particolari